# 圣玛丽亚-德奥洛
圣玛丽亚-德奥洛，是西班牙加泰罗尼亚巴塞罗那省的一个市镇。总面积67平方公里，总人口1060人（2013年），人口密度16人/平方公里。